# Otto von Sarwey

Otto von Sarwey 1900

Ernst Otto Claudius Sarwey, ab 1889 von Sarwey, (* 24. September 1825 in Tübingen; † 1. April 1900 in Stuttgart) war ein deutscher Beamter und Politiker. Von 1885 bis 1900 leitete er als Staatsminister das Departement des Kirchen- und Schulwesens im Königreich Württemberg.

## Leben
Sarwey war evangelisch. Er entstammte einer im 16. Jahrhundert aus Savoyen nach Württemberg eingewanderten Familie und war der Sohn des Magisters Karl Gottlieb Friedrich Sarwey (1788–1843), damals Oberhelfer an der Stiftskirche in Tübingen, und der Sophie Jäger, Tochter des Direktors der Staatsschuldenkasse. Ein jüngerer Bruder von Sarweys Vater war der Obertribunalrat August von Sarwey (1796–1857).
Sarwey besuchte zunächst das Lyzeum in seiner Vaterstadt Tübingen. Im Anschluss daran studierte er von 1841 bis 1847 Rechtswissenschaften und Philosophie an der dortigen Eberhard-Karls-Universität. 1847 absolvierte er die erste und 1849 die zweite Juristische Staatsprüfung. Er promovierte anschließend zum Dr. jur. utr. 1847 trat er als Gerichtsreferendar am Oberamtsgericht Rottweil in den württembergischen Justizdienst ein. Von 1849 bis 1868 betätigte er sich als Rechtsanwalt in Stuttgart. Sarwey heiratete 1855 Franziska Siebold (1836–1901). Das Paar bekam vier Kinder, darunter den Richter Karl Sarwey (1862–1938) und den Rostocker Gynäkologen Otto Claudius Sarwey (1864–1933). Die Tochter Franziska Sofie Sarwey (1858–1945) war seit 1881 mit dem Verleger Karl Elben (1855–1914) verheiratet.

## Politischer Werdegang
Von 1854 bis 1859 gehörte Sarwey dem Gemeinderat der Stadt Stuttgart an. Ab 1862 bis 1869 war er Mitglied des dortigen Bürgerausschusses. Bereits 1856 gelang ihm der Einzug in die Zweite Kammer der Landstände. Das Mandat gaben ihm die Wähler des Oberamtes Sulz, welches er 1862 zunächst verteidigen konnte, jedoch dann wegen Wahlanfechtung im März 1864 aufgeben musste. Im Juli 1864 konnte er jedoch erneut in die Zweite Kammer eintreten, nachdem er das freigewordene Mandat im Oberamt Crailsheim bei der anstehenden Nachwahl gewann. Das Crailsheimer Mandat behielt er ununterbrochen bis 1876. In der Abgeordnetenkammer gehörte er der Fraktion der Landespartei an, die einen gemäßigt konservativen Kurs verfolgte und sich als Stütze der Regierung des Königs verstand. Sarwey gewann das Vertrauen des Staatsministers und späteren Ministerpräsidenten Hermann von Mittnacht. Im Februar 1869 wurde Sarwey zum Obertribunalrat im Justizministerium ernannt. Im Juli 1870 trat er als ordentliches Mitglied in den Geheimen Rat ein.
Sein Versuch, in das Zollparlament einzuziehen, misslang. Bei der Landtagswahl 1870 gehörte Sarwey zu den Anhängern der Kleindeutschen Lösung. Von 1874 bis 1876 war Sarwey Mitglied des 2. Deutschen Reichstags. Sein Reichstagsmandat gewann er im Wahlkreis Württemberg 10 (Gmünd, Göppingen, Welzheim, Schorndorf). Im Reichstag gehörte er der Fraktion der Deutschen Reichspartei an. Bei den parlamentarischen Verhandlungen zum Ausführungsgesetz zur Reichskonkursordnung war Sarwey 1878 Kommissär der Landesregierung. Im Mai 1883 wurde er zum Mitglied der Ersten Kammer der württembergischen Landstände auf Lebenszeit ernannt, legte das Mandat aber im Mai 1890 wieder nieder.
Am 1. März 1885 trat Sarwey in der Nachfolge Theodor von Gesslers als Staatsminister und Leiter des Departements des Kirchen- und Schulwesens in die Regierung Mittnacht ein. In Sarweys Amtszeit wurden zahlreiche Gesetze verabschiedet, die sein Ressort betrafen. Dazu gehörten das Gesetz betreffend die Vertretung der evangelischen und katholischen Kirchengemeinden und Verwaltung des Vermögens der Kirchengemeinden (1887 bzw. 1888), das Gesetz betreffend die Neuregelung der Ortsschulbehörden (1891) und die Maßnahmen zur Verbesserung der Besoldung der Geistlichen und der Lehrer an Volks- und Realschulen (1899). Auch das sogenannte Religions-Reversaliengesetz vom März 1898 kam im Wesentlichen von Sarwey. Dieses Gesetz regelte die Verwaltung der evangelischen Landeskirche für den absehbaren Fall des Erlöschens der evangelischen Hauptlinie des Hauses Württemberg, womit die Krone der katholischen Linie zugefallen wäre. Jedoch verhinderte die Novemberrevolution 1918, dass mit dem Tod des entthronten Königs Wilhelm II.  1921 dieser erwartete Erbgang eintreten konnte.
Am 1. April 1900 erlitt Sarwey in seinem Amtszimmer im Kultministerium einen tödlichen Herzinfarkt. Sein Grab befindet sich auf dem Pragfriedhof in Stuttgart.

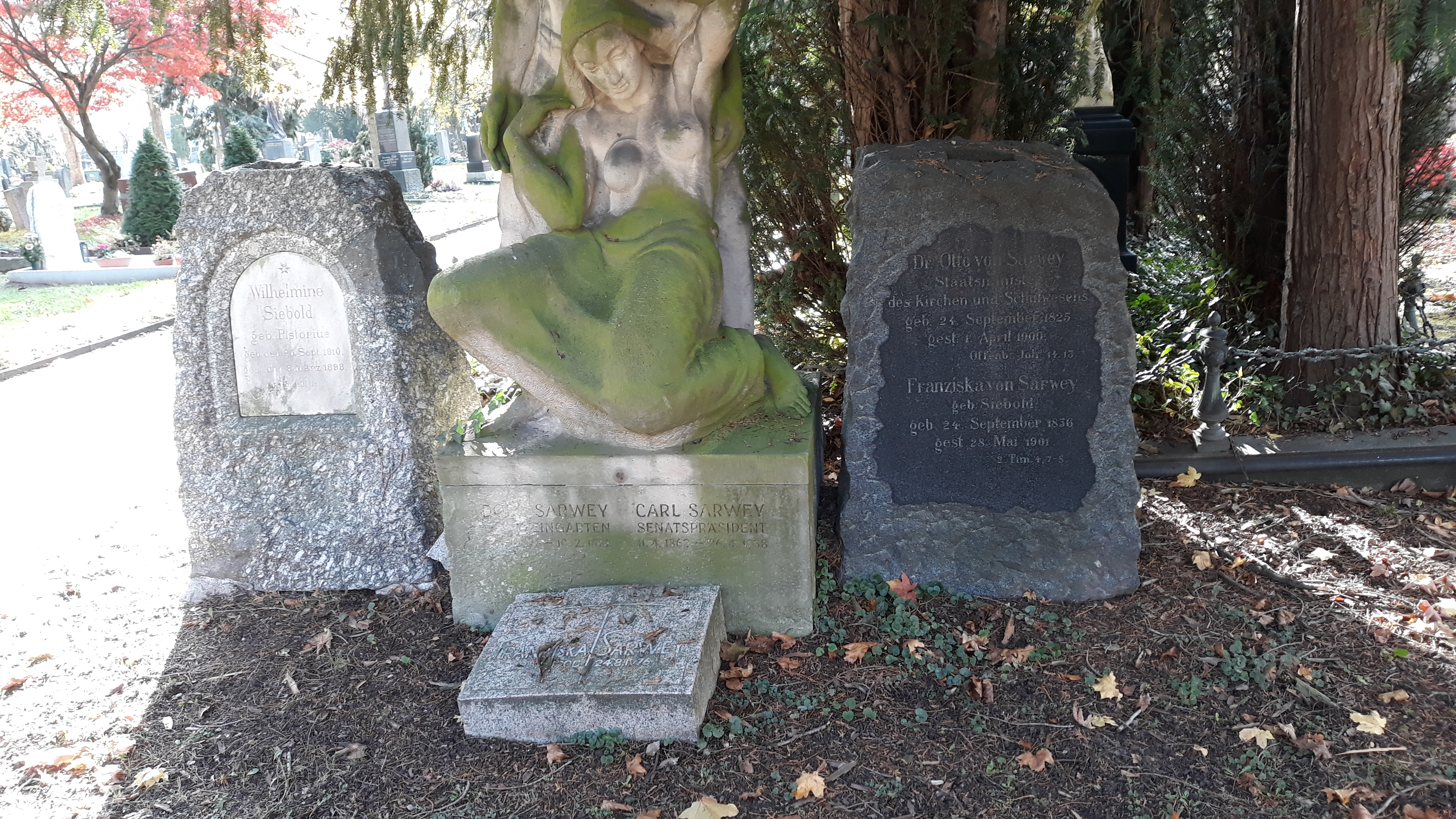
Das Grab von Otto von Sarwey und seiner Ehefrau Franziska im Familiengrab auf dem Pragfriedhof in Stuttgart.

## Ehrungen und Auszeichnungen
- 1874 Kommenturkreuz des Ordens der Württembergischen Krone[3], womit zugleich die Erhebung in den persönlichen Adelsstand verbunden war.
- Silberne Jubiläumsmedaille
- Großkreuz des Verdienstordens der bayerischen Krone
- 1884 Großkreuz des württembergischen Friedrichs-Ordens
- 1889 Großkreuz des Ordens der Württembergischen Krone

## Werke (Auswahl)
Mit seinen Werken war Sarwey federführend in der württembergischen Verwaltungsrechtsprechung. Die Einrichtung des württembergischen Verwaltungsgerichtshofs 1876 war auch seiner Initiative zu verdanken.
- Mitherausgeber des Württembergischen Archivs für Recht und Rechtsverwaltung seit 1859
- Bericht der Minderheit der staatsrechtlichen Kommission der Württembergischen Kammer der Abgeordneten gegen die mit dem Päpstlichen Stuhl abgeschlossene Übereinkunft, Metzler 1860. Dieser Bericht trug entscheidend dazu bei, dass die württembergische Regierung von dem mit der katholischen Kirche eingegangenen Vertrag Abstand nahm und auf eine stetige Fortentwicklung der bestehenden Konkordatsregelungen auf gesetzlichem Wege hinwirkte.
- Bericht über den Gesetzentwurf betreffend das Verhältnis der Staatsgewalt zur katholischen Kirche, 1861
- Kommentare zur Reichszivilprozessordnung, 1877
- Kommentare zur Reichskonkursordnung
- Ueber die rechtliche Natur der Concordate (in: Richard Dove (Hrsg.), Zeitschrift für Kirchenrecht)
- Konstitutionalismus und Beamtenstaat, Volk und Staat (Deutsche Vierteljahrsschrift)
- Über Nachlassvergleiche und Zwang zum Nachlass
- Die Kirchengemeinde und ihre Vertretung
- Über Administrativjustiz (Württ. Archiv)
- Das öffentliche Recht und die Verwaltungsrechtspflege, 1880
- Das Staatsrecht des Königreichs Württemberg, 1883, 2 Bd.